# Harry Van Gorkum
Harry Gorkum (Londres, Inglaterra) es un actor inglés nacionalizado estadounidense.

## Primeros años y Carrera
Gorkum nació en Londres, estudió en 1980 en la Universidad de Lancaster y comenzó su carrera como actor, en teatros de Inglaterra. Poco después, se trasladó a los EE.UU, donde comenzó a hacer pequeñas apariciones en series de televisión y películas.

## Filmografía
| Año       | Título                                       | Rol                    | Notas        |
| --------- | -------------------------------------------- | ---------------------- | ------------ |
| 1990-1991 | Brush Strokes                                | Vincente Morella       | 5 episodios  |
| 1995      | First Time Out                               | Freddy Tudor           | 6 episodios  |
| 1995      | Other American Fables                        | Marco                  | Película     |
| 1997      | Batman & Robin                               | M.C.                   | Película     |
| 1997      | Damian Cromwell's Postcards from America     | Ralph                  |              |
| 1996-1998 | La Niñera                                    | Nigel Sheffield        | 3 episodios  |
| 1998      | Hamilton                                     | Seaman Jones           | Película     |
| 2000      | Under Pressure                               | Crowley                | Película     |
| 2000      | Peligro en las profundidades                 | Alan Morrisey          | Película     |
| 2000      | Dragonheart: un nuevo comienzo               | Lord Osric de Crossley | Película     |
| 2000      | Face the Music                               | Levy                   | Película     |
| 2000      | 60 segundos                                  | Forge                  | Película     |
| 2000-2001 | The Fearing Mind                             | Bill Fearing           | 13 episodios |
| 2001      | Firetrap                                     | Roger                  | Película     |
| 2001      | One Night at McCool's                        | Pciquico               | Película     |
| 2002      | Avenging Angelo                              | Kip Barrett            | Película     |
| 2002      | Friends                                      | Don                    | 1 episodio   |
| 2003      | Tears of the Sun                             | Carrier Reporter       | Película     |
| 2003      | Agente Cody Banks: Súper espía               | M.C.                   | Película     |
| 2003      | The Foreigner                                | Jerome Van Aken        | Película     |
| 2003      | Lágrimas del sol                             | Reportero de carrera   | Película     |
| 2004      | Las Crónicas de Riddick: Fuga de Butcher Bay | Jimbo/Flores/Steele    | Videojuego   |
| 2005      | Don't Ask                                    | Dr. Garret Hobart      | Película     |
| 2005      | Break a Leg                                  |                        | Película     |
| 2005      | The Basement                                 | Chipper                | Película     |
| 2005      | Call of Duty 2                               |                        | Videojuego   |
| 2006      | El batallón de los super soldados            | Sto. Digger            | Película     |
| 2007      | La última legión                             | Vortgyn                | Película     |
| 2007      | Call of Duty 4: Modern Warfare               |                        | Videojuego   |
| 2008      | Adventures of Power                          | Reportero Australiano  | Película     |
| 2009      | La Pantera Rosa 2                            | Conductor              | Película     |
| 2010      | 24                                           | Louis                  | 2 episodios  |
| 2010      | The Karate Kid                               | Instructor de música   | Película     |
| 2011      | Estoy en la Banda                            | Eddie Nova             | 1 episodio   |
| 2011      | Los Hechiceros de Waverly Place              | Sr. Greybeck           | 1 episodio   |
| 2013      | Happily Divorced                             | Neil                   | 4 episodios  |
| 2013      | Cazadores de sombras: Ciudad de hueso        | Alaric                 | Película     |
| 2013      | Bones                                        | David Batuhan          | 1 episodio   |
| 2014      | Austin & Ally                                | Armand Bianchi         | 1 episodio   |
| 2014      | Hot in Cleveland                             | Daniel                 | 1 episodio   |